# Русские во Львовской области
Русские во Львовской области (укр. Росіяни у Львівській області) — русское население на территории современной Львовской области Украины. Русские Львовской области являются крупнейшим национальным меньшинством в регионе и самой многочисленной русской общиной на Западной Украине. Согласно данным переписи 2001 года, во Львовской области проживало 92,6 тысяч русских, которые составляли 3,6 % населения; украинцы составляли 94,8 %, поляки — 0,7 %, евреи — 0,2 % и белорусы — 0,1 % от общей численности населения области.

## Период до 1917 года
Первым известным выходцем из Северо-Восточной Руси, который поселился во Львове, был Иван Фёдоров, первопечатник России и Украины. Он перебрался во Львов и в 1574 году издал первую во Львове книгу — «Апостол», а затем первую в истории «Азбуку» на русском языке.
В 1655 году русские войска под командованием воеводы Григория Ромодановского участвовали в походе Богдана Хмельницкого на Львов. Б. Хмельницкий начал осаду Львова, а русские полки Ромодановского вместе с казаками полковника Лисецкого в битве под Городком разгромили основные силы поляков — войско коронного гетмана Станислава Потоцкого, упредив его соединение с польским ополчением из Перемышля.
В 1706—1707 в районе Жолквы находился лагерь русских войск перед Прутским походом, а в начале 1707 года во Львов приезжали Пётр I и Александр Меньшиков, сделавшие пожертвования на православную Успенскую церковь.
Небольшое количество русских поселилось в восточной Галиции после подавления революции 1905 года в России; они жили и работали в основном в районе бориславских нефтепромыслов.
В 1914—1915 вся восточная Галиция была занята российскими войсками, и на её территории было создано Галицийское генерал-губернаторство. На это время приходится сооружение первого мемориала погибшим русским воинам на Холме Славы во Львове, являвшемся административным центром генерал-губернаторства. Близ города Жолква в воздушном бою погиб известный русский лётчик Пётр Нестеров, имя которого этот город носил в 1951—1990 годах. В начале 1915 года для поддержания морального духа войск, которые вели тяжёлые бои с австро-германскими армиями, во Львов приезжал император Николай II. Во время Первой мировой войны достаточно распространены были случаи поселения русских солдат в сёлах Галиции.

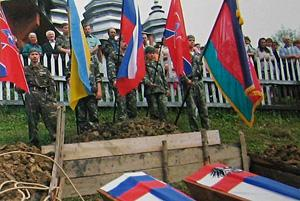
Перезахоронение павших в 1914—1915 годах российских и австро-венгерских воинов в Карпатах

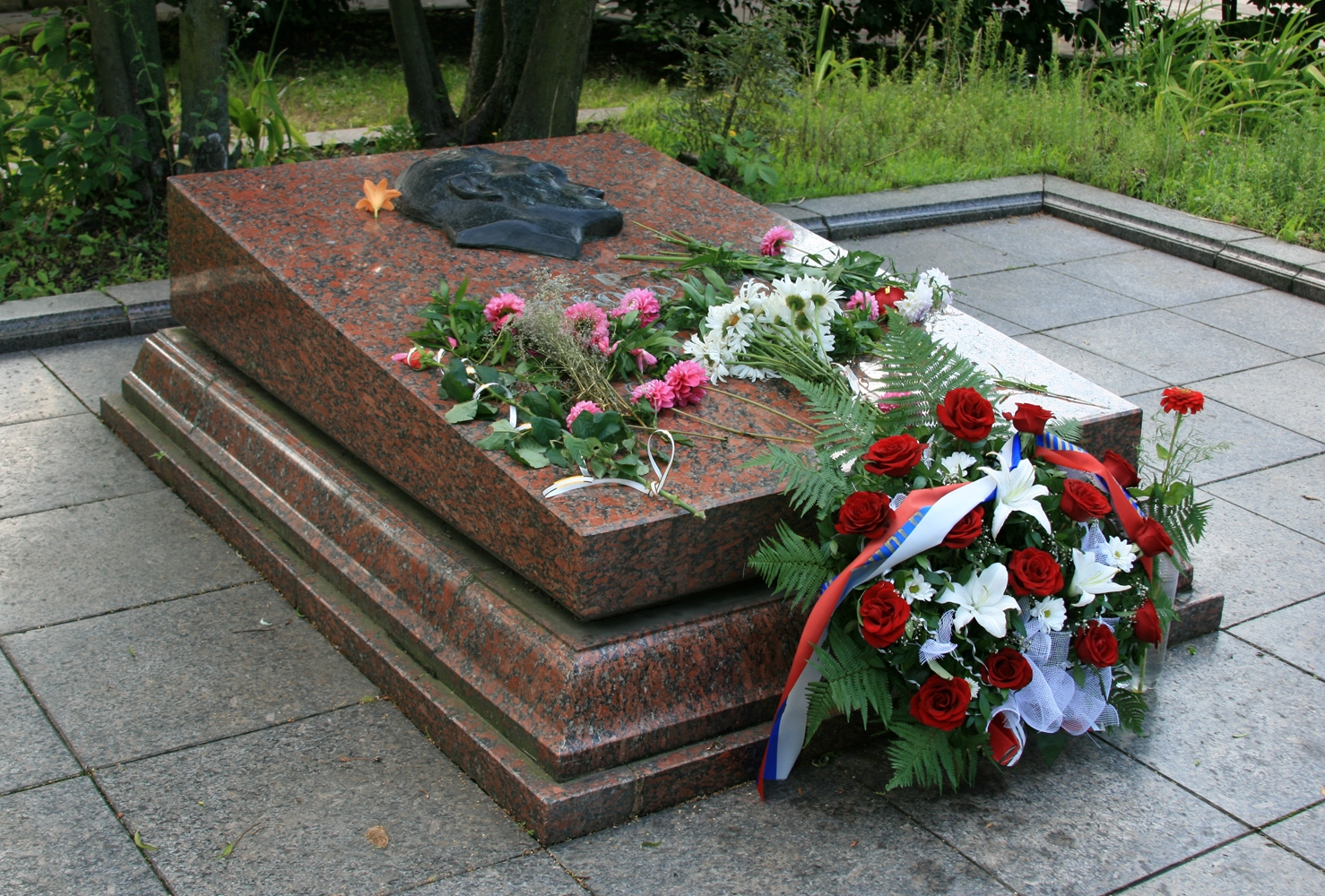
Могила Николая Кузнецова во Львове

## 1917—1944 годы
В июле-августе 1920 года во время советско-польской войны по территории области вели наступление на Львов части Красной Армии.
Гражданская война в России вызвала волну беженцев, в том числе «белой эмиграции». Перепись населения 1921 года обнаружила 354 русских во Львове. В декабре 1921 года во Львове (на тот период входившем в состав Польши) создаётся Общество самопомощи беженцев из России во главе с С. Билимовой (председатель), Новожиловым (заместитель председателя) и М. Журавским (представитель варшавского Русского комитета для г. Львова). В начале 1923 года Общество, канцелярия которого находилась на ул. Потоцкого (ныне — улица Генерала Чупринки), д.15/4 уже имело библиотеку, школу, приют для приезжих и бюро труда. Галицкие русофилы помогали беженцам и эмигрантам из России.
В период между мировыми войнами во Львове издавалась периодика на русском языке:
- «Воля народа» — еженедельный журнал для рабочих, редактор К. Н. Пелехатый, 1921—1923;
- «Воскресенье» — независимый православный ежемесячник, редактор А. И. Яськов, 1935—1936;
- «Воскресенье» — религиозный журнал православного братства во Львове, 1928;
- «Голос народа» — ежедневная газета, 1926—1927;
- «Жизнь» — еженедельник, редактор К. М. Вальницкий, 1922—1923;
- «Звено» — журнал, орган русских студентов и молодёжи. Редактор Ю. Горлов, 1932—1933;
- «Наш Путь» — независимый двухмесячный журнал. Редактор А. И. Яськов, 1935—1937;
- «Очаг» — русский ежемесячник для женщин, издание Общества русских дам во Львове. Редактор Н. К. Эттингер. 1937—1939 (вышло 3 номера);
- «Прикарпатская Русь» — орган Русского исполнительного комитета во Львове. Редактор О. Г. Гнатышак, П. Л. Павентский, затем К. М. Вальницкий, 1918—1921;
- «Русский голос» — еженедельник, редакторы И. В. Козоровский и Р. Д. Шкирпан, 1922—1939;
- «Русь» — еженедельник, орган Русского исполнительного комитета во Львове, редактор К. М. Вальницкий, 1921—1922[7].

Эти издания принадлежали галицким русофилам, однако с ними также сотрудничали и выходцы из России. Наиболее заметным изданием был «Русский голос», выходивший в течение всего межвоенного периода. Принадлежавшие русофилам Ставропигийский институт, Галицко-Русская Матица и Общество им. М. Качковского также издавали книги на русском языке. Центром их духовной жизни становится православный Свято-Георгиевский храм. Его приход пополнили эмигранты из бывшей Российской империи.
В 1927 всепольское Русское народное объединение, политическая организация русского населения в Польше, провело во Львове свой съезд. По данным польской переписи 1931 года, в Восточной Галиции проживало около 900 русских, из которых 462 человека жили во Львове.
Вхождение Восточной Галиции и Западной Волыни в состав УССР в 1939 году привело к притоку русских — работников административных учреждений и силовых структур. В начале 1940 года в Восточной Галиции было около 20 тысяч русских в составе только городского населения. С началом Великой Отечественной войны большинство русских эвакуировалось перед отступлением частей Красной Армии.
Во время немецкой оккупации во Львовской области действовали группа разведчика Николая Кузнецова, партизанские отряды Дмитрия Медведева, М. И. Наумова, М. И. Шукаева.

## Советский период

### Участие в военных действиях в 1944-м

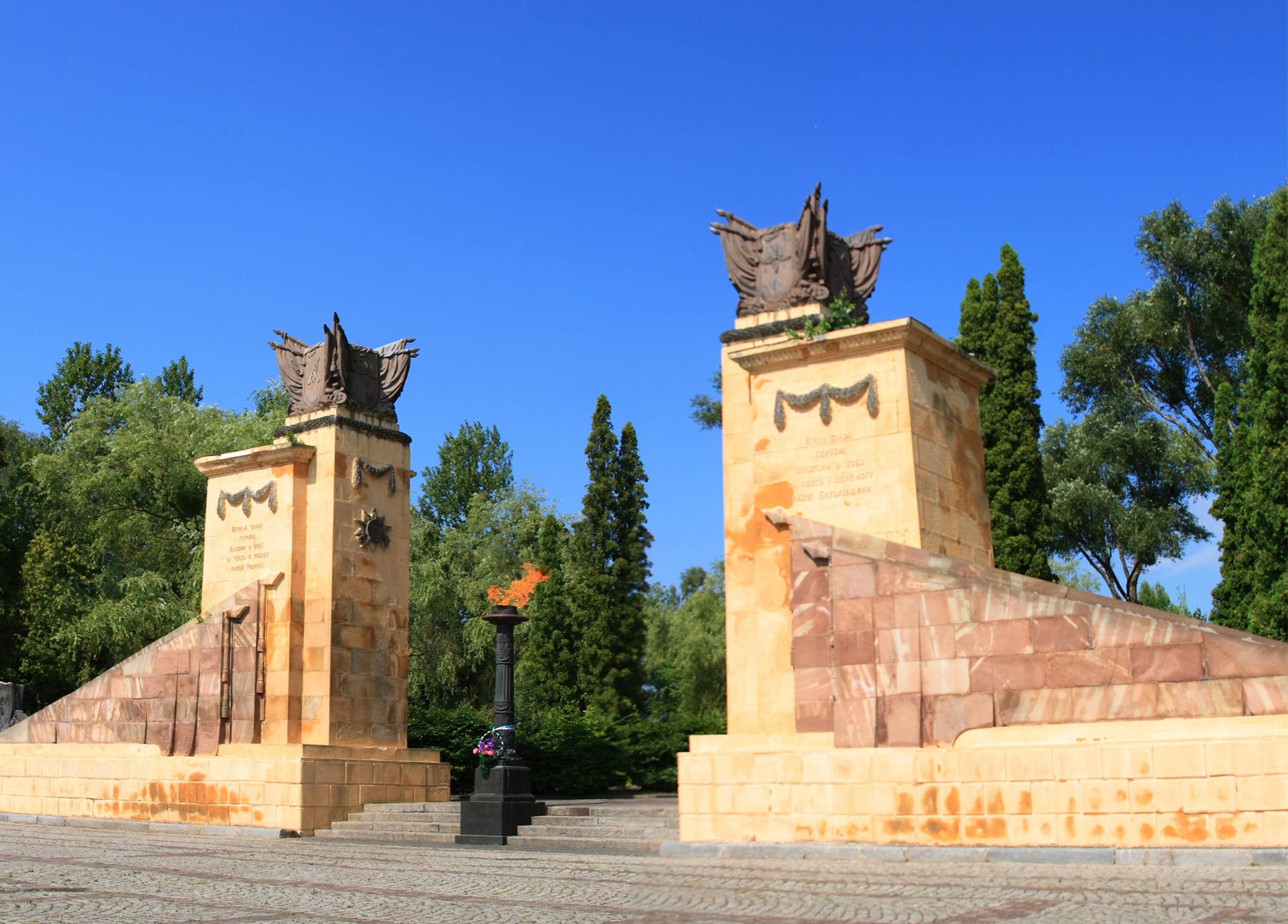
Мемориал в память погибших воинов русской и советской армий «Холм Славы»

Русские составляли значительную часть военнослужащих 1-го Украинского фронта (находившегося под командованием Ивана Конева), которые освободили в июле-сентябре 1944 года территорию Львовской области. Первыми во Львов вступили танки 63-й Челябинской гвардейской танковой бригады под командованием полковника М. Г. Фомичёва и автоматчики 29-й гвардейской мотострелковой бригады полковника А. И. Фомичёва. 24 июля 1944 года первым прорвался в центр города и достиг магистрата танк «Гвардия». В боях на подступах к Высокому Замку погиб командир танка «Гвардия» лейтенант Александр Додонов, а механик-водитель танка Фёдор Сурков за эти бои получил звание Героя Советского Союза.
Командование фронта приняло меры, чтобы помешать отступающим немецким частям разрушить исторические и архитектурные памятники Львова. В практическом осуществлении этой задачи важную роль сыграл полковник Семён Алаев, заместитель командира 63-й Челябинской бригады.

### Послевоенная миграция и формирование русской этнической среды
Русское население Львовской области в основном сформировалось в течение 1944—1959 годов. При этом в области (в её нынешних административных границах, установившихся после присоединения Дрогобычской области 21 мая 1959) сосредоточилось более половины русского населения западноукраинских земель, а доля русских в населении стала большей, чем даже в соседних с РСФСР Сумской и Черниговской областях. Около половины русских прибывало из России, остальные — в основном из восточных областей Украины, а также из других союзных республик. Значительной была также миграция во Львов и область русскоязычного населения других национальностей, прежде всего украинцев из восточных областей Украины, евреев и белорусов. По официальным данным, в конце 1944 года во Львовской области находилось более 20 тысяч русских. Наиболее значительной была миграция в 1945—1950 годах. Она направлялась главным образом во Львов, в меньшей мере в Дрогобыч, а также в райцентры, где была наибольшей потребность в формировании органов власти, промышленных предприятий, научных и образовательных учреждений; приграничное положение обуславливало размещение многих военных частей. Привлекательность Львовской и Дрогобычской областей (и в первую очередь Львова) для переселения из восточных районов Украины и других республик СССР объяснялась существованием в 1944—1949 годах значительного свободного жилищного фонда, который образовался в результате репатриации поляков и уничтожения нацистами еврейского населения.
В январе 1951 года русские составляли 30,8 % населения Львова, по переписи 1959 года — 27,1 % (111 тысяч). Доля русских среди населения Львова в 1959 году была наибольшей среди всех городов Галиции и больше, чем в Киеве, Виннице, Кировограде, Чернигове, Сумах, Полтаве. Поскольку значительную часть населения Львова представляли русскоязычные украинцы и евреи, в начале 1950-х годов русскоязычные граждане составляли в областном центре большинство. Как отмечает современный исследователь Роман Лозинский, «социальное поведение русскоязычных украинцев Львова имело (и сохраняет до сих пор) более существенные отличия от поведения основной части украинского населения города, чем поведение поляков, которые являются уже другой этнической группой. Почти все они — выходцы из не-галицийских областей и поэтому имеют другое вероисповедание, менталитет, культурные ориентации, семейные традиции и так далее». Происходила языковая и частично этническая ассимиляция русскими меньших этнических групп.
Следующий всплеск миграции произошёл во второй половине 1950-х — начале 1960-х годов и был связан с освоением природных богатств края. В последующие десятилетия механический прирост практически остановился, при этом уже с начала 1970-х наметился отток русского и русскоязычного населения из области. Между 1959 и 1989 годами прирост русских во Львовской области происходил за счёт естественного движения.

### Роль в модернизации области
Западные области Украины по состоянию на 1944 год оказались наименее развитым в промышленном отношении регионом Украины, но в них находились значительные запасы полезных ископаемых и избыток аграрного населения, что создавало достаточные предпосылки для развития промышленности. В то же время уничтожение евреев и отток поляков создали дефицит подготовленных кадров.
Из РСФСР в 1940-е — 1950-е годы были переведены почти все большие заводы Львова: например, из Ижевска — завод имени Ленина (ныне — ЛОРТА), из Саратова — завод телеграфной аппаратуры (ныне — ФТА), из Саранска — «Искра», из Горького — «Львовприбор» и «ЛАЗ» («Львовский автобусный завод»), из Москвы, Ленинграда и Александрова (Владимирская область) — рабочие и оборудование завода «Электрон». Русские специалисты участвовали в запуске новых предприятий. В 1945: паровозовагонный, электроламповый, кожевенный заводы, швейная и обувная фабрики. 1946 год: «Львовсельмаш», измерительных приборов, инструментальный, моторемонтный заводы, трикотажная, стеклозеркальная и макаронная фабрики. 1947: механический завод оконного стекла, электроарматурный, завод газовой аппаратуры и водомеров. 1948: завод автопогрузчиков, жиркомбинат, картонная фабрика. Всего к концу 1955 года во Львове было построено 25 новых заводов и фабрик, более 100 предприятий было реконструировано.
Русские занимали заметное место в научно-технической, образовательной, промышленно-производственной, военной, управленческой сферах общества. Особенно значительную долю в первые послевоенные десятилетия составляли русские среди специалистов образования и науки. Во Львов были переведены Украинский полиграфический институт имени Ивана Фёдорова (из Харькова), военно-политическое училище (из Харькова), позднее ставшее Львовским высшим военно-политическим училищем). В первые послевоенные годы преподавательский состав Львовской политехники почти полностью состоял из направленных во Львов учёных и преподавателей. В 1944 году и последующие годы в политехнику были направлены академики Г. Савин, В. Сельский (геология), В. Порфирьев (геология), А. Харкевич (связь), К. Карандеев, профессора Комаров, Андреевский и другие. В 1949—1950 учебном году во Львовском университете из 297 преподавателей 88 были русскими. В 1951 году во Львове был организован филиал Академии наук Украины, в котором работали также академики В. Соболев, С. Субботин (под руководством которых сформировалась львовская школа геологии и геофизики), Я. Вялов, учёные Я. Фаворов и Г. Зверева. Кроме того, недавние переселенцы из восточных частей страны составляли 85 % учителей Львова.
Квалифицированные русские рабочие и специалисты принимали участие в освоении природных ископаемых и промышленном строительстве во второй половине 1950-х и начале 1960-х годов: угольных месторождений Львовско-Волынского бассейна (только на шахты Червонограда было направлено более девяти тысяч рабочих и специалистов из Кузбасса, Караганды, Донбасса и Подмосковного угольного бассейна), залежей серы в Новом Раздоле, строительстве тепловой электростанции в Добротворе.

### Социальные и демографические особенности
|                            |          |        |
| 1959 год                   | 1989 год |        |
| Сельское население         | 6,6 %    | 3,2 %  |
| Города до 20 тыс. жителей  | 19,5 %   | 8,3 %  |
| Города 20—110 тыс. жителей | 12,9 %   | 23,3 % |
| Львов                      | 61,0 %   | 65,2 % |

В экономике Львовской области русские работали в основном в промышленности, транспорте, культуре, торговле и управлении. Русские также составляли большинство военных кадров; так, по данным 1989 года русскими были 59 % офицеров и 72 % генералов Прикарпатского военного округа.
В миграции 1940-х—1950-х годов преобладали мужчины, в основном среднего возраста, количество людей пожилого возраста и детей было незначительным. Преобладание мужчин приводило к значительному количеству смешанных браков, эта тенденция закрепилась: даже в 1970 году во Львове 56 % русских, вступивших в брак, заключили его с представительницами других национальностей. Доля смешанных браков в сельской местности была ещё выше.
На рождаемость у русских негативно влиял более поздний возраст вступления в брак и почти в два раза более высокий, чем у украинцев, уровень разводов. Размер русских семей был также меньшим, чем украинских: в 1970 соответственно 3,3 и 3,6 человека, в 1989 — 2,9 и 3,8 человека. При этом естественный прирост русских в целом по областям Восточной Галиции и Западной Волыни был приблизительно вдвое меньшим, чем общеукраинский, и за тридцатилетие 1959—1989 составил всего 7,7 %.
В десятилетие 1979—1989 естественный прирост уменьшился на треть, рождаемость — на четверть, смертность выросла более, чем на 20 %. Во многом это объяснялось высокой долей людей пожилого возраста; в 1989 году доля русских старше трудоспособного возраста составляла 20,5 % по сравнению с 13,6 % в 1979. Уже с 1980-х годов рождаемость у русских Львовской области была гораздо ниже, чем у всего русского населения Украины, в то же время показатель смертности был выше.
Русские (как и в основном, русскоязычные евреи и белорусы) в процентном отношении были значительно выше представлены в Коммунистической партии, чем украинцы и поляки. Русское население во Львовской области изначально тяготело к областному центру и городам. В дальнейшем эта тенденция закрепилась, происходил отток русских из малых городов и сельской местности в более крупные города области. По типу расселения русских выделяют: 1) областной центр и крупные города (Дрогобыч, Самбор, Стрый); 2) новые промышленные города (Червоноград, Сосновка, Стебник, Новый Роздол, Новояворовск, Добротвор, Горняк), откуда происходил отток русских уже в начале 1980-х годов; 3) города со значительными контингентами военных (Броды, Городок, Каменка-Бугская, Мостиска, Рава-Русская, Яворов, Хыров, в меньшей мере это относится к городам Стрый и Самбор); 4) города и посёлки с рекреационно-курортной направленностью хозяйства (Трускавец, Моршин, Славское, Сходница), русское население которых в 1970—1980-х росло.
Как указывает исследователь Роман Лозинский,

...в конце 1980-х русская община Львова существенно отличалась от украинского или польского населения города. Среднестатистический русский во Львове был более образован... более прагматичен, более адаптирован к изменениям общественной ситуации, менее закомплексован. У него было лучше жильё (причём он жил в центральной части города) и более высокий уровень доходов. Даже стиль жизни они вели несколько отличный — русские больше занимались спортом, больше заботились о своём здоровье... Русская община во Львове была в несколько раз меньше украинской, но необычайно крепкой. Русское этнокультурное ядро, под которым понимаются коренные жители города в течение нескольких поколений, хотя и начало формироваться одновременно с новым послевоенным украинским... было более развито и структурировано.

### Функционирование русского языка
Для периода 1944—1990 годов были в основном характерны благоприятные условия для культурной жизни русских во Львовской
области. Выпускалось много книг (особенно научно-технического содержания) на русском языке, библиотеки пополнялись книгами на русском языке. Во Львове с марта 1946 года издавалась «Львовская правда» — крупнейшая русскоязычная газета Западной Украины, орган Львовского обкома КПУ.
С осени 1946 года в городе работал русский Театр музыкальной комедии (оперетта). В 1953 году оперетта была переведена в Одессу, а её место занял Русский драматический театр Прикарпатского военного округа.
Уделялось внимание организации русской школы во Львове, райцентрах и городах областного подчинения. В конце советского периода, в 1988/1989 учебном году во Львове было 24 русских школы (из примерно ста средних школ города) и ещё 12 русских школ работало в населённых пунктах области.
Русский язык активно использовался в общении и в делопроизводстве партийных, государственных, силовых организациях, в сфере здравоохранения, высшего образования, некоторых видах услуг. Львовская научная элита 1950-х годов была в основном также русскоязычной.

### Ментальность
Западноукраинский регион в целом отличается высоким уровнем украинского национального самосознания, безусловным преобладанием украинского языка и сравнительно мононациональным населением. По этим показателям Львов, в котором русское и русскоязычное население составляло в послевоенное время значительную долю, заметно выделялся. В то же время условия нахождения в иноэтничном окружении и социальные особенности русских способствовали формированию особого этнотипа русских в западных областях Украины, который отличался от этнотипа русских в восточных областях Украины и собственно России.
Во-первых, происходило сглаживание различий между представителями разных этнонациональных групп русского народа, укрепление общенационального самосознания и чувства принадлежности к одному народу. Во-вторых, происходило сближение между русскоязычными представителями различных национальностей. На эти процессы накладывалось распространение чувства принадлежности к единому советскому народу.
В советское время русское население Львова и городов Львовской области в значительно большей мере придерживалось «советских общественно-политических традиций», которые рассматривались как некая форма защиты своей собственной, отличной от окружающего населения, этнокультурной сущности. При этом происходил отход от собственно русских традиций. С конца 1980-х годов этот процесс начал осознаваться западноукраинской русской интеллигенцией, которая стала выступать за создание новых организационных, общественных и культурных форм, которые бы обеспечивали преемственность национальной культурной традиции и сосуществование с украинским населением на принципах взаимного уважения, полного признания гражданского равенства и взаимного обмена культурными завоеваниями обоих народов.

### События 1990—1991 годов

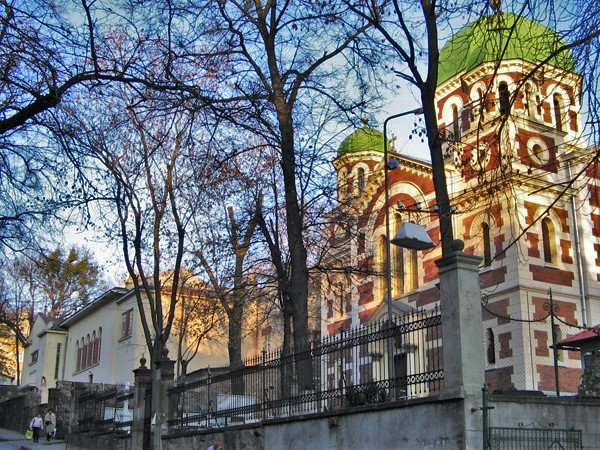
«Русская» церковь и Русский культурный центр на ул. Короленко во Львове

В 1990 на выборах в местные органы власти побеждают «Рух» и другие политические силы национал-демократического направления. Начинается вытеснение неукраинцев, в первую очередь — русских из аппарата управления, правоохранительных органов, учреждений образования и культуры, хозяйственного руководства.
Начиная с 1990 года сокращается русский репертуар во львовских театрах, подвергается сокращению образование на русском языке, украинизируются дошкольные учреждения и школа для детей-инвалидов с преподаванием на русском языке.
В марте 1990 было создано Общество друзей украинской и русской культуры имени А.Пушкина (с октября 1990 года — Русское общество имени Пушкина, руководитель — Сергей Сокуров, писатель и геолог). С июля 1990 года Русское общество начинает выпускать газету «Совесть», причём первый номер выходит с напутственным словом новоизбранного львовского мэра Василия Шпицера. 21 августа 1990 исполком Львовского облсовета принимает решение передать на баланс Общества здание кинотеатра имени Короленко — будущий Русский культурный центр.
22 сентября 1990 создаётся Ассоциация «Русская школа» (председатель — Владимир Кравченко, директор СШ № 45, заместитель председателя — Алла Позднякова, директор СШ № 17), которая объединяет преподавателей школ с русским языком обучения. Главной своей целью Ассоциация объявляет «наиболее полное удовлетворение образовательных потребностей русского населения» Львова и области.
В апреле 1991 года в Русском культурном центре открылся правозащитный общественно-консультационный пункт, работу которого возглавил преподаватель юриспруденции Львовского университета, профессор Пётр Рабинович.
Уже в конце августа 1991 года, сразу после провозглашения независимости Украины, была переведена в разряд смешанных первая русская школа (львовская СШ № 9, под предлогом временного перевода в неё классов из украинской школы № 13). Тогда же, в конце августа 1991 года, Львовский областной совет закрыл русскоязычную газету «Львовская правда», а на её основе было создано новое издание «Высокий замок», которое стало выходить в двух вариантах — на украинском и русском языках.

## Период после 1991 года

### Изменения в численности и расселении

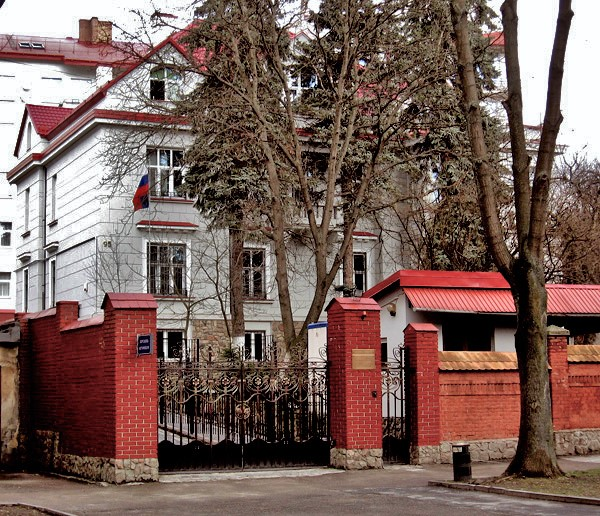
Консульство Российской Федерации во Львове

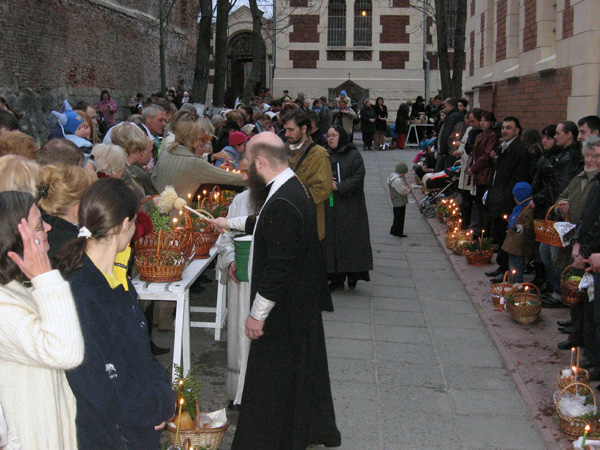
Освящение пасхальных куличей водой в русской православной церкви во Львове

Согласно данным всеукраинской переписи населения 2001 года по сравнению с 1989 годом количество русских во Львове сократилось в 2 раза, в Стрыю — в 2,9 раз, в Самборе — в 3,1 раза, в Трускавце в 3,4 раза.
Сокращение численности русских происходило за счёт миграции за пределы области и превышения численности родившихся над количеством умерших. Так, в 1996 году из городов Львовской области выехало 4 896 русских: 2 048 в Российскую Федерацию, 157 в Израиль, 89 в США, 85 в Беларусь, 2 524 в другие регионы Украины. В том же году во Львовскую область прибыло 2 002 русских. В целом ускорилось естественное сокращение численности русских за счёт низкой рождаемости и высокой смертности; в 1989 году число смертей над рождениями среди русских в области было выше на 321 человек, в 1994 — на 1 499 человек.
Кроме того, продолжалась миграция русских во Львов из других населённых пунктов области и галицких областей в целом.
По данным переписи 2001 года, наибольшие русские общины были на территориях следующих городских советов:
- Львовский горсовет — 65 349 русских (8,7 %)
- Червоноградский — 5 476 человек (6,4 %)
- Дрогобычский — 3 819 (3,9 %)
- Стрыйский — 3 191 (5,1 %)
- Трускавецкий — 1 134 (5,0 %)
- Бориславский — 983 (2,4 %)
- Самборский 924 (2,6 %)[39]

По данным переписи 2001 года русские были расселены по Львову неравномерно:
- Галицкий район — 9 090 человек (13,4 %)
- Франковский район 15 693 (11,4 %)
- Зализнычный район — 11 170 (8,41 %)
- Сиховский район 12 020 (8,24 %)
- Лычаковский район 7 911 (8,37 %)
- Шевченковский район 8 715 (5,95 %)[43]

В целом доля русских была заметно выше в таких районах:
- центральная часть города
- районы бывшей элитной застройки: ул. генерала Тарнавского (бывшая Кутузова) и прилегающие к ней; верхняя часть ул. И.Франко и другие улицы в районе Стрыйского парка; район Новый Свет, то есть ул. Ефремова (Маркса), Коновальца (Энгельса), улица Чупринки (Пушкина), Гвардейская; ул. Левицкого (Маяковского) и прилегающие к ней
- военные городки в районах ул. Стрыйской, Княгини Ольги (Артёма), ул. Академика Сахарова (Суворова)[44].
- у г. Винники на ул. Кольцевой.

В то же время доля русских среди всего населения была ниже в спальных массивах советского периода и, особенно, в районах частной застройки (бывших сёлах) и входящих в состав Львовского горсовета городе Винники, посёлках городского типа Рудно и Брюховичи.

### Использование русского языка во Львовской области
В 1988/1989 учебном году во Львове работали 24 русских и 7 смешанных школ. В 1992/1993 учебном году русских школ было 14, смешанных — 15; на русском языке обучалось на 4 тысячи учащихся меньше, чем три года ранее, а на 11 тысяч русских дошкольников было 10 групп с русским языком воспитания. Поскольку русское образование стало более уязвимым, Ассоциация «Русская школа» вынуждена была выделиться из Русского общества (февраль 1992), так как последнее быстро политизировалось. Тем не менее, как отмечал деятель львовского русского движения Сергей Сокуров, на преподавателей и директоров русских школ продолжало оказываться постоянное давление, а потребности самих школ игнорировались. Последняя смешанная школа за пределами областного центра (в городе Сосновка) была закрыта в 1996 году.
Проповеди на русском языке произносятся в православной Свято-Георгиевской церкви (УПЦ Московского патриархата) и католическом костёле святого Антония. В течение всего периода независимости Украины во Львове несколькими издательствами (в частности «Ахилл», издательский дом «Цивилизация») публиковались книги на русском языке. На 2016 год на территории Украины запрещено транслировать подавляющее количество российских телеканалов. Также доступен приём всеукраинских телеканалов и радиосетей, которые часть своих программ транслируют на русском языке.
В сельской местности русское население было подвержено языковой и, отчасти, этнической ассимиляции из-за небольшой численности и дисперсности в расселении. Во Львовской области было довольно значительным число представителей других национальностей, считающих русский язык родным; переписью 2001 года таковых было зафиксировано около 18,5 тысяч человек.
Всего по области, по данным переписи 2001 года, русский язык родным назвали 3,8 % населения.
Родной язык населения районов, городов и горсоветов Львовской области по данным переписи 2001 года:
|                        | Украинский | Русский |
| ---------------------- | ---------- | ------- |
| Львовская область      | 95,3       | 3,8     |
| Львов (горсовет)       | 88,8       | 9,7     |
| Борислав (горсовет)    | 97,6       | 1,9     |
| Дрогобыч (горсовет)    | 94,9       | 3,8     |
| Червоноград (горсовет) | 93,3       | 6,2     |
| г. Самбор              | 95,2       | 2,3     |
| г. Стрый               | 93,0       | 5,1     |
| г. Трускавец           | 94,2       | 5,0     |
| Бродовский район       | 98,3       | 1,6     |
| Бусский район          | 99,4       | 0,5     |
| Городокский район      | 99,1       | 0,8     |
| Дрогобычский район     | 99,6       | 0,3     |
| Жидачовский район      | 99,3       | 0,6     |
| Жолковский район       | 99,1       | 0,7     |
| Золочевский район      | 99,0       | 0,9     |
| Каменка-Бугский район  | 98,8       | 1,0     |
| Мостисский район       | 93,2       | 0,4     |
| Николаевский район     | 98,5       | 1,4     |
| Перемышлянский район   | 99,7       | 0,3     |
| Пустомытовский район   | 98,9       | 0,7     |
| Радеховский район      | 99,6       | 0,3     |
| Самборский район       | 98,0       | 0,6     |
| Сколевский район       | 99,4       | 0,5     |
| Сокальский район       | 99,0       | 0,8     |
| Старосамборский район  | 98,8       | 0,4     |
| Стрыйский район        | 99,3       | 0,6     |
| Турковский район       | 99,8       | 0,1     |
| Яворовский район       | 98,9       | 1,0     |

Украинский язык является единственным официальным языком на всей территории области.
По данным переписи 2001 года, русский язык считали родным 87,8 % русских, 62,2 % евреев, 38,8 % белорусов, 32,6 % армян, 2,8 % поляков и 0,4 % украинцев области. 21,06 % населения области указали свободное владение русским языком. На 2001 год им свободно владели 95,67 % русских, 83,23 % евреев, 68,36 % белорусов, 22,13 % поляков и 18,09 % украинцев.
По состоянию на 2001 год, на территории РФ/РСФСР родились 2,8 % или 72 241 жителей области.
В период с 2012/13 по 2016/17 учебный год во Львовской области доля учеников, получавших общее среднее образование в классах с преподаванием на русском языке колебалась в районе 0,99—1,06 %. Также с 2012/13 по 2016/17 учебный год доля учеников области, изучающих русский язык либо в русскоязычных классах, либо как отдельный предмет в классах с украинским языком преподавания, сократилась с 4,18 % до 1,54 %. На 2017 год во Львове работали пять школ с русским языком обучения (№ 6, № 17, № 35, № 45, № 52), а также имелись русские классы в 4 школах (СШ № 50, № 65, № 77, № 84).
По данным Государственной службы статистики Украины по состоянию на 2021/22 учебный год во Львовской области общее среднее образование в классах с русским языком преподавания получал 191 ученик (0,07 % учащихся в области). По состоянию на 2022/23 учебный год во Львовской области не было ни одного класса с русским языком преподавания.

Школы, где длительное время преподавание велось на русском языке
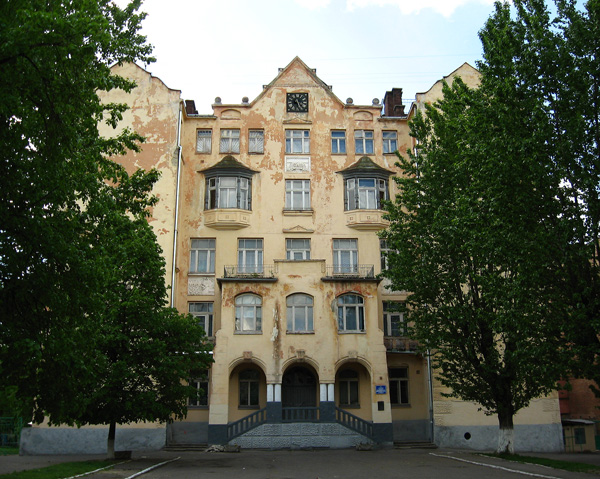
Школа № 6, ул. Зелёная, 22
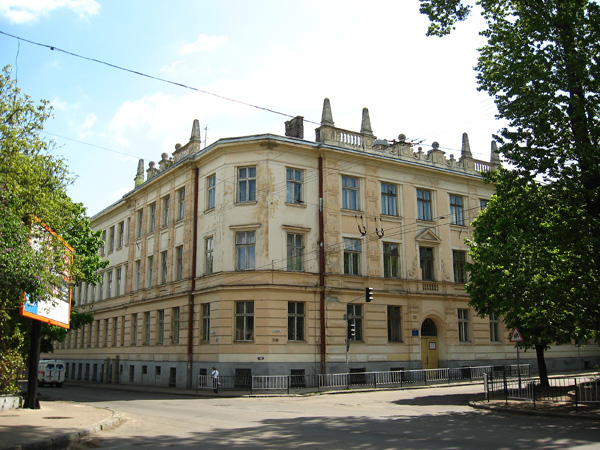
Школа № 17, ул. Мельника (бывшая Черняховского), 3
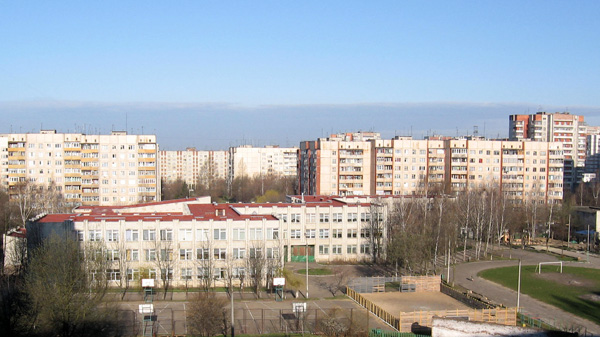
Школа № 45, ул. Научная, 25

### Социальное поведение
После 1991 года несколько изменилась структура профессиональной занятости русских. так как к власти пришли силы национал-демократической и националистической ориентации, русские были вынуждены отойти от работы в органах государственной и муниципальной власти. В частном предпринимательстве русские чаще всего заняты в торговле, предоставляют услуги в посредничестве, информационных технологиях, а также юридические, медицинские, туристические и страховые услуги. В то же время традиционно много русских осталось работать в силовых структурах, науке и образовании, государственной медицине, спорте, железнодорожном и авиационном транспорте.
В 1990-х среди русских Львовской области выросла доля мононациональных браков (что происходит, когда этническая группа чувствует угрозу потери собственной идентичности).

### Электоральное поведение
Согласно данным социологических и политологических исследований русская община Львовской области в первое десятилетие независимости Украины являлась опорой партий левой ориентации, хотя сторонников коммунистической идеологии и политики среди русских было немного. Поддержка левых партий русскими объяснялась памятью прошлого противостояния, отличиями возрастной и социальной структур, разъединённостью национальных общин и определённой отчуждённостью русских от общественной и политической жизни.

### Русские организации
Основной русской организацией Львовской области оставалось Русское общество имени Пушкина, чьи отделения действовали в районах Львова, а также Стрые и Червонограде. В 1990—1993 его возглавлял Сергей Сокуров, в 1994—1998 — Валерий Провозин, в 1998—2002 — Владимир Кравченко, с 2002-го и по сегодняшний день — Олег Лютиков. С октября 1998 года ежемесячно издаётся газета «Русский вестник» тиражом в 1000 экземпляров. После смены власти и начала вооружённого противостояния в Донбассе, которое официальные украинские власти объявили агрессией Российской Федерации, в обществе стали нарастать антироссийские настроения. Русский культурный центр подвергался неоднократному вандализму, попыткам поджога и в конечном итоге был выселен из занимаемого здания. Против газеты «Русский вестник» открыто уголовное производство.
Во Львове и области на 2016 год действовали такие молодёжные организации: федерация скаутов «Галицкая Русь», Русское молодёжное братство Львовской области, Русский молодёжный центр.
Во Львове, по адресу улица К. Левицкого, дом 95, до начала вторжения России на Украину в 2022 году располагалось Генеральное консульство Российской Федерации.

## Комментарии
1. ↑  Информация проверена на 2016 год